# اکتینوباسیلوس
اکتینوباسیلوس (Actinobacillus)، باسیل های گرم منفی، غیر متحرک و غیر اسپورزایی هستند که در بسیاری از پستانداران، پرندگان و خزندگان ایجاد بیماری می کنند. آن ها در خانواده پاستورلاسیه قرار گرفته اند. این باکتری، هوازی یا بی هوازی اختیاری است و می‌تواند کربوهیدارت ها را تخمیر (بدون تولید گاز) و نیترات را احیا نماید. اکتینوباسیلوس اوریه (Actinobacillus ureae) و اکتینوباسیلوس هومینیس (A. hominis) در مجرای تنفسی بسیاری از انسان های سالم وجود دارند و ممکن است در ایجاد سینوزیت، برونکوپنومونی و مننژیت نقش داشته باشند.
اکتینوباسیلوس اکتینومایستم کومیتانس (Actinobacillus actinomycetemcomitans) به عنوان میکروفلور دهان انسان مانند سایر اعضای گروه HACEK ممکن است در ایجاد اندوکاردیت نقش داشته باشد.اکتینوباسیلوس ها عامل بیماری اکتینوباسیلوز (تَخته‌زَبانی)در حیوانات هستند. اکتینوباسیلوس ها به بیشتر آنتی بیوتیک های بتالاکتام، آمینوگلوکوزیدها، تتراسایکلین و کلرامفنیکل حساس می باشند.